# Abu Džafer al-Hazin
Abu Džafar al-Hazin (persijski:أبو جعفر محمد بن الحسين الخازن الخراساني) bio je persijski astronom i matematičar iz Horasana. Živeo je od 900 do 971. godine. U prvoj polovini X veka živeo je u gradu Reju. Radio je na polju astronomije i teorije brojeva. Slavu je uglavnom stekao zbog uspeha u konstrukciji i upotrebi astronomskih i opservatorijskih instrumenata.
Hazin je bio jedan od učenjaka dovedenih u Raj od strane  Adududaule Dejlamija, bujidskog vladara (vl. 949—983). Godine 959/960. je služio kao vezir Raja.

## Dela
Al-Hazin je napisao knjigu pod nazivom Zij al-Safa'ih (Tablice diskova astrolaba) koje su naslednici proglasili najboljim delom na svom polju, i često ga koristili kao referencu. U njemu su opisani brojni astronomski instrumenti kao astrolab. 
Takođe je napisao komentar na Ptolomejevu Almagestu u kome je naveo solarni model različit od Ptolomejovog.
Njegova najvažnija matematička dela su:
- Tafsiru sadr al-makala al-ašira min kitabi Uklidus [Komentar početnog dela desetog eseja iz Euklidove knjige];
- Risalatun fi al-burhan ala annahu la jumkinu an jakuna zil'a 'adadajn murabba'ajn jakunu mađmu'uhuma murabba'an fardajn bal jakunan zauđajn au ahaduhuma zauđun va al-akharu fardun;
- Risalatun fi inša' al-musallast al-ka'ima az-zavaja al-mantika al-azla' va fi istihradži hattajn bajna hattajn mutavalija mutanasiba min tarik al-hindusa as-sabita;
- Burhanu šekl as-sabi' min kitabi Beni Musa [Argument u korist sedme figure iz knjige Banu Musa];
- Islahu kitab al-Mahrurat [Korekcija Odnosa preseka].[1]

Neka njegova dela su u velikoj meri uništena usled raznih društvenopolitičkih nemira.

## Literatura
- Velajati, Ali Akbar (2016), Istorija kulture i civilizacije islama i Irana, preveo Muamer Halilović, Beograd, Centar za religijske nauke „Kom”, стр. 224.